# Samsung Galaxy A14
Samsung Galaxy A14 — серия Android-смартфонов, разработанных и произведенных Samsung Electronics. Samsung Galaxy A14 5G был анонсирован 4 января 2023 года, а Samsung Galaxy A14 был анонсирован 28 февраля 2023 года. Устройство является преемником Samsung Galaxy A13 5G.

## Критика
Телефон был принят в целом положительно. Хвалилось то, что смартфон имеет высокую плавность работы благодаря мощному процессору и 90-герцовому дисплею, тройная камера получила макро и портретную съемку, ёмкая батарея с поддержкой быстрой зарядки.